# Pursuit Force
Pursuit Force is een racespel/actiespel dat in 2005 uitkwam voor de PlayStation Portable. Het spel is ontwikkeld door Bigbig Studios en uitgegeven door Sony Interactive Entertainment.
Pursuit Force is het enige racespel waarin je van voertuig naar voertuig kan springen. Er zijn in totaal vijf bendes met allemaal een specialiteit, zoals auto's kapen en drugs smokkelen. De agent (waarvan de naam nooit wordt genoemd) moet de bendes uitschakelen samen met de helikopterpilote Sarah. Het spel heeft in totaal 30 missies.
In 2007 kwam een opvolger uit genaamd Pursuit Force: Extreme Justice.

## Ontvangst
Het spel ontving redelijk positieve recensies. Op aggregatiewebsite Metacritic kreeg het spel een score van 75/100. In Japan gaf het blad Famitsu het spel een score van 30 uit 40.